# Црква Успења Пресвете Богородице у Житорађи
Црква Успења Свете Богородице у Житорађи, место у истоименој општини Житорађа, саграђена је 1910. године. Заштићена је као споменик културе од 2001. године.

## Положај и изглед цркве
Црква Успења, или Успенија Свете Богородице налази се источно од старог селишта Житорађа, а западно од сеоског гробља. Првобитни храм је изграђен 1814/15. године и служила је као парохијски храм. Парохијски храм је била све до изградње цркве Светих Петра и Павла. После повлачења Турака била је оштећена, али је вршила службу све до 1893. године. Данашња црква саграђена је 1910. године на месту старе.
Црква је зидана од камена и опеке уз употребу делова старих надгробних споменика. Након што је омалтерисана и окречена у бело стиче се утисак да је обложена мермерним плочама. У питању је једнобродна грађевина подељена по дужини на три поља. Апсида је споља петострана, а изнутра полукружна.
Западни и источни травеј су исте величине што се осликава и на кровним површинама са наглашеним забатним завршецима. Певнички трансепт је највећи и благо је избачен у простор. У подстрешју се простире фриз од слепих аркада.
Црква је грађена у духу неокласицизма са троугластим тимпаноном, слепим аркадама и плитким пиластрима. Такође, може се приметити и учешће српског средњовековног градитељства.
Иконостас је једноставна дрвена конструкција са иконама пореклом из треће деценије 20. века. Иконе су рађене уљаним бојама на лиму. Основне одлике ових икона су тамне сирове боје, наиван цртеж и погрешно унесене анатомске појединости.
У првој деценији 21. века црква је обновљена, а стари иконостас је замењен новим.